# Disney Sports Soccer
Disney Sports Soccer conocido como Disney Sports Football en Europa, es un videojuego de deportes publicado por Konami en 2002. El juego consiste en personajes del universo de Mickey Mouse jugando al fútbol.

## Equipos
- The Superstars (Mickey Mouse)
- The Charmers (Minnie Mouse)
- The Seaducks (Donald Duck)
- The Belles (Daisy Duck)
- The Spacenuts (Goofy)
- The TinyRockets (Huey, Dewey y Louie & José Carioca)
- The Steamrollers (Pete)
- The Imperials (Mortimer Mouse)
- The Wolfgangs (Lobo Feroz)
- Mickey's All-Stars (Mickey, Minnie, Donald, Daisy y Goofy)
- Pete's All-Stars (Pete, Mortimer y Lobo Feroz)

## Recepción
| Críticas Publicación Calificación GC GBA Famitsu 29/40 [ 1 ] 23/40 [ 2 ] Game Informer 8/10 [ 3 ] N/A GameSpot 7/10 [ 4 ] 6.7/10 [ 5 ] GameSpy N/A [ 6 ] IGN 8.1/10 [ 7 ] N/A Jeuxvideo.com 12/20 [ 8 ] N/A Nintendo Power 3.7/5 [ 9 ] 3.3/5 [ 10 ] Nintendo World Report 8.5/10 [ 11 ] 5/10 [ 12 ] Puntuaciones de reseñas Metacritic 75/100 [ 13 ] 68/100 [ 14 ] |              |              |
| Críticas |              |              |
| Publicación | Calificación | Calificación |
| Publicación | GC           | GBA          |
| Famitsu | 29/40        | 23/40        |
| Game Informer | 8/10         | N/A          |
| GameSpot | 7/10         | 6.7/10       |
| GameSpy | N/A          | [ 6 ]        |
| IGN | 8.1/10       | N/A          |
| Jeuxvideo.com | 12/20        | N/A          |
| Nintendo Power | 3.7/5        | 3.3/5        |
| Nintendo World Report | 8.5/10       | 5/10         |
| Puntuaciones de reseñas |              |              |
| Metacritic | 75/100       | 68/100       |

La versión de GameCube recibió "críticas generalmente favorables", mientras que la versión de Game Boy Advance recibió críticas "promedio", según el sitio web de agregación de reseñas Metacritic. En Japón, Famitsu le dio una puntuación de 29 sobre 40 para la versión de GameCube, y 23 sobre 40 para la versión de GBA.